# Aboubacar Sankharé
Aboubacar Sankharé (Parigi, 17 gennaio 1978) è un ex calciatore francese, di ruolo difensore.

## Caratteristiche tecniche
Era un terzino sinistro mancino.

## Carriera

### Club
Durante la sua carriera veste le maglie di Lens, Tolosa, Créteil-Lusitanos, Catania, Fortuna Düsseldorf, Düsseldorf, Düren, Torredonjimeno, Caravaca e Villeneuve-d'Ascq Métropole.
Vanta 14 presenze in Ligue 1 e una in UEFA Champions League nella stagione 1998-1999.

## Palmarès

### Club

#### Competizioni nazionali
- Campionato francese: 1

Lens: 1997-1998
- Coupe de la Ligue: 1

Lens: 1998-1999